# O Cortiço (1978)
O Cortiço é um filme brasileiro de 1978, do gênero drama, dirigido por Francisco Ramalho Jr., com roteiro baseado no livro homônimo de Aluísio Azevedo.

## Elenco
- Betty Faria...Rita Baiana
- Mário Gomes...Jerônimo
- Armando Bógus...João Romão
- Maria Alves...Leocádia
- Maurício do Valle...Miranda
- Jorge Coutinho...Alexandre
- Ítala Nandi...Estela
- Beatriz Segall...Isabel
- Jacyra Silva...Bertoleza
- Zaira Zambelli...Zulmira
- Antônio Pompêo...Firmo
- Helber Rangel
- Sílvia Salgado...Pombinha
- Carmem Monegal
- Marco Antônio
- Phydias Barbosa
- Leônidas Bayer
- Teresa Briggs
- Dinorah Brillanti